# 坂下英樹
坂下 英樹（さかした ひでき、1967年8月30日 - ）は、日本の実業家。リンクアンドモチベーション代表取締役社長。

## 人物・経歴
群馬県高崎市出身。専修大学商学部卒業。
1991年リクルート入社。2000年に小笹芳央らと共にリンクアンドモチベーションを設立し、取締役就任。
2013年より代表取締役社長に就任。
2017年より、株式会社リンクグローバルソリューション取締役・株式会社リンクコーポレイトコミュニケーションズ取締役・株式会社リンクイベントプロデュース取締役を兼任。